# Mainbernheim
Mainbernheim este un oraș din Franconia Inferioară, landul Bavaria, Germania.